# Mallorca

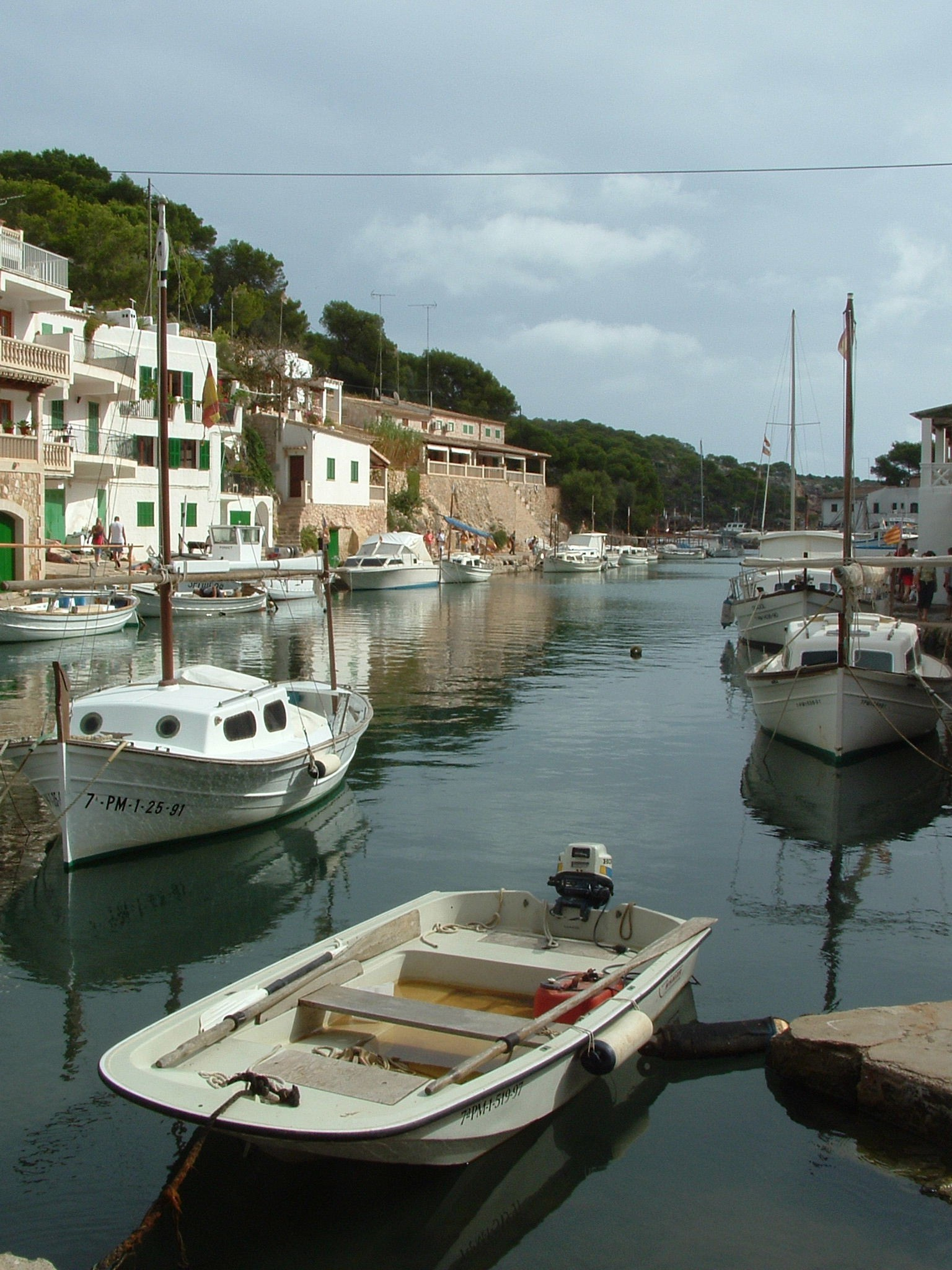
Cala Figuera

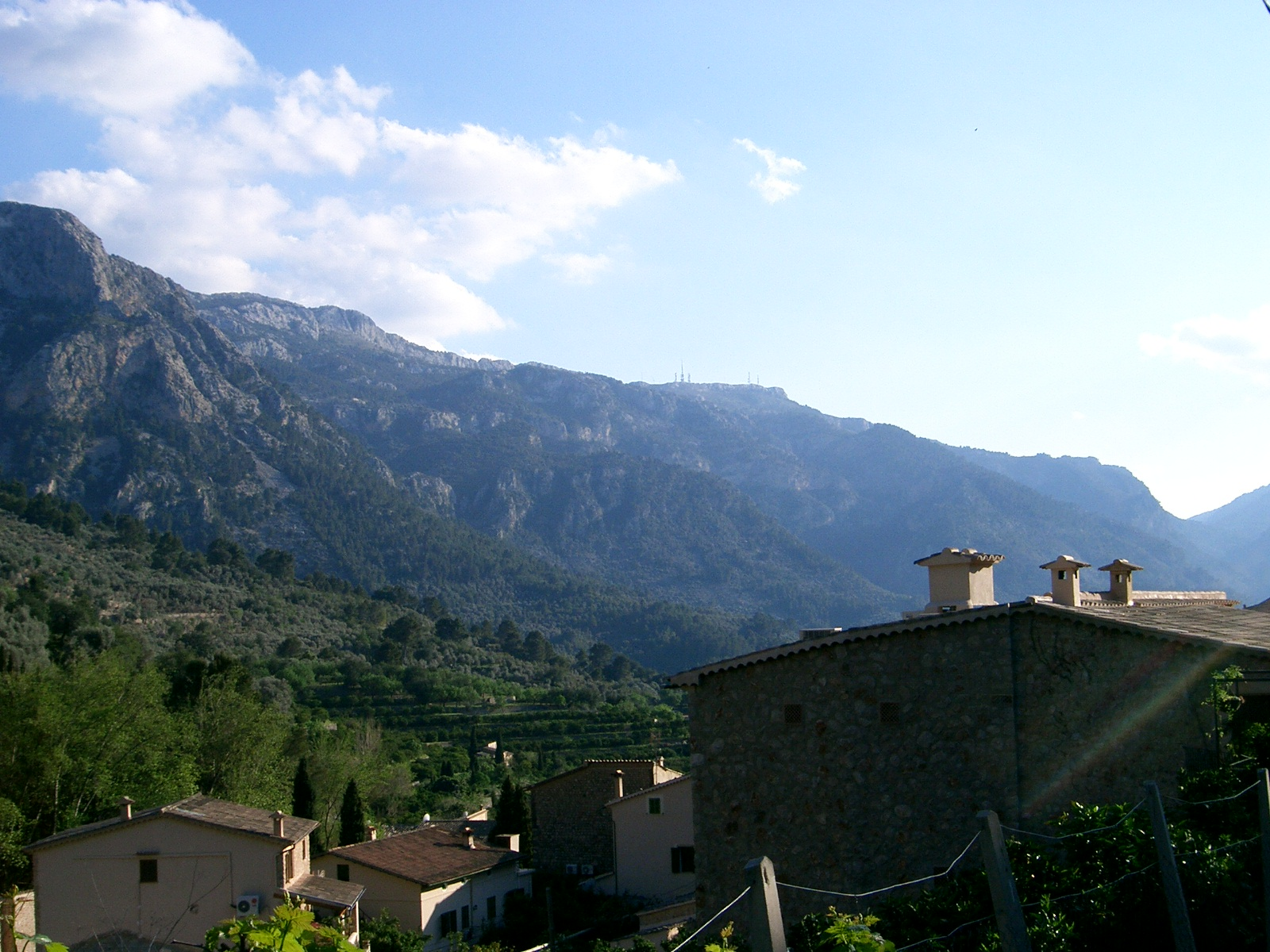
Mallorca tipikus látképe

Mallorca (katalánul, spanyolul; ejtsd: [ma'λorka]) Spanyolország legnagyobb szigete, a Baleár-szigetek (katalánul: Illes Balears, spanyolul: Islas Baleares) tagja, a Földközi-tengerben, az Ibériai-félszigettől keletre. A szigetcsoport többi tagjához (Ibiza, Formentera, és Menorca) hasonlóan közkedvelt turistacélpont, amely az 1960-as évektől kezdve fokozatosan vált a „nyugati országokban” egyre népszerűbbé. 
Fővárosa, Palma de Mallorca egyben a Baleár-szigetek spanyol autonóm tartomány székhelye is. Mallorca nemzeti himnusza a La Balanguera. A sziget lakosai a katalán nyelv mallorcai nyelvjárását beszélik.

## Etimológia
Neve a latin insula maior („nagyobb sziget”) szó egy későbbi változatából, a Maiorica szóból származik.

## Földrajza
Mallorca a Földközi-tenger nyugati medencéjében fekszik. A Baleár-szigetek legnagyobbika Ibiza, Menorca, Formentera mellett. Nagysága 3684 km². Partszakaszainak összesített hossza 554 km. Ezek egy része lassan mélyülő homokos part, míg másutt sziklás, meredek partszakaszok találhatóak.

### Domborzata
Mallorca szigetét keletről és nyugatról két, nagyjából 70 kilométer hosszan elterülő hegylánc határolja. Keletről a Serra de Llevant, nyugatról pedig a magasabb Tramontana-hegység (Serra de Tramuntana).
Északon és délen két nagyobb öböl, az Alcúdiai-öböl (Badia de Alcudia), illetve a Palmai-öböl (Badia de Palma) található.
Mallorcának jelentősebb állandó folyója nincs. Számos vízfolyás található a szigeten, de ezek csupán a hegyekből lezúduló esővizet vezetik el, s az éghajlati viszonyok hatására rendszeresen kiszáradnak.
Bár természetes tavak nincsenek, a hegyekben több mesterséges tó található, melyekben csapadékvizet gyűjtenek és tárolnak.
Mallorca közelében két kisebb lakatlan sziget is található, Cabrera, illetve Dragonera.
A sziget főbb hegyvidékei:
A Serra de Tramuntana (sp. Sierra de Tramuntana) hegysége a parttal párhuzamosan emelkedik, a nyugati vidéken. Legmagasabb pontjai:
- Puig Major (1445 m) – a sziget nyugati részén, Sóller városától északra található. 1958-ban katonai radarállomás épült a hegycsúcson, ezért napjainkban turisták nem látogathatják.
- Puig de Massanella (1364 m)
- Puig Tomir (1102 m)
- Puig de l'Ofre (1090 m)
- Puig de Galatzó (1027 m)

A Serra de Llevant (sp. Sierra de Levante) hegysége, keleten húzódik. Legmagasabb csúcsai:
- Puig de Morell (562 m)
- Bec de Ferrutx (519 m)
- Puig de Sant Salvador (510 m)

További hegyek a két hegyvidéken kívül:
- Puig de Randa (543 m)
- Puig de Galdent (420 m)

### Éghajlata
Mallorca éghajlata mediterrán. A hegyekben (főként a Tramuntana-hegységben) jelentősebb mennyiségű csapadék hullik a sziget többi részéhez viszonyítva. Sőt, a hegylánc egyes részein télen havazás is előfordul.
| Hónap                                   | Jan. | Feb. | Már. | Ápr. | Máj. | Jún. | Júl. | Aug. | Szep. | Okt. | Nov. | Dec. | Év   |
| --------------------------------------- | ---- | ---- | ---- | ---- | ---- | ---- | ---- | ---- | ----- | ---- | ---- | ---- | ---- |
| Átlagos max. hőmérséklet (°C)           | 15,4 | 15,5 | 17,2 | 19,2 | 22,5 | 26,5 | 29,4 | 29,8 | 27,1  | 23,7 | 19,3 | 16,5 | 21,9 |
| Átlagos min. hőmérséklet (°C)           | 8,3  | 8,4  | 9,6  | 11,7 | 15,1 | 18,9 | 21,9 | 22,5 | 19,9  | 16,6 | 12,3 | 9,7  | 14,6 |
| Átl. csapadékmennyiség (mm)             | 43   | 37   | 28   | 39   | 36   | 11   | 6    | 22   | 52    | 69   | 59   | 48   | 450  |
| Havi napsütéses órák száma              | 167  | 170  | 205  | 237  | 284  | 315  | 346  | 316  | 227   | 205  | 161  | 151  | 2784 |
| Forrás: Agencia Estatal de Meteorología |      |      |      |      |      |      |      |      |       |      |      |      |      |

| Hónap                                   | Jan. | Feb. | Már. | Ápr. | Máj. | Jún. | Júl. | Aug. | Szep. | Okt. | Nov. | Dec. | Év   |
| --------------------------------------- | ---- | ---- | ---- | ---- | ---- | ---- | ---- | ---- | ----- | ---- | ---- | ---- | ---- |
| Átlagos max. hőmérséklet (°C)           | 15,2 | 15,4 | 17,5 | 19,8 | 23,7 | 28,1 | 31,2 | 31,3 | 27,9  | 23,9 | 19,0 | 16,1 | 22,5 |
| Átlagos min. hőmérséklet (°C)           | 3,8  | 4,0  | 5,2  | 7,4  | 11,3 | 15,4 | 18,3 | 18,9 | 16,5  | 13,1 | 8,3  | 5,4  | 10,7 |
| Átl. csapadékmennyiség (mm)             | 37   | 32   | 26   | 34   | 32   | 12   | 5    | 17   | 50    | 62   | 55   | 48   | 410  |
| Havi napsütéses órák száma              | 163  | 166  | 202  | 234  | 283  | 316  | 342  | 315  | 222   | 203  | 162  | 152  | 2760 |
| Forrás: Agencia Estatal de Meteorología |      |      |      |      |      |      |      |      |       |      |      |      |      |

|                 | Jan. | Feb. | Már. | Ápr. | Máj. | Jún. | Júl. | Aug. | Szept. | Okt. | Nov. | Dec. | Éves átlag |
| --------------- | ---- | ---- | ---- | ---- | ---- | ---- | ---- | ---- | ------ | ---- | ---- | ---- | ---------- |
| A víz hőfoka °C | 15   | 14   | 14   | 15   | 18   | 21   | 24   | 25   | 25     | 23   | 20   | 17   | 19         |

## Története

### Mallorca azókorban
Az első emberek i. e. 5000 körül érkeztek Mallorcára. A sziget természetes barlangjaiban éltek, és vadászattal, gyűjtögetéssel tartották fenn magukat.
Az évszázadok alatt lassan benépesült szigetre az első komoly külső hatást a karthágóiak, majd az őket legyőző rómaiak tették. Utóbbiak i. e. 123-ban foglalták el a Baleár-szigetcsoportot, s az általuk Balearis Maiornak elnevezett Mallorcán számos várost alapítottak. Közéjük tartozik a mai főváros, Palma is. Ez az időszak tekinthető a sziget első virágkorának. Fellendült a mezőgazdaság (szőlészet, olívatermesztés) és az építészet (templomok, utak épültek).

### A római uralom után
A Római Birodalom szétesése után az Ibériai-félszigetet fokozatosan uralmuk alá hajtó mórok 903-ban Mallorcát is elfoglalták. A sziget új urai a rómaiakhoz hasonlóan fejlődést hoztak magukkal. Ismét fellendült az építészet és a mezőgazdaság. Különösen az olíva- és gyümölcstermesztés.
1229 szeptemberében I. (Hódító) Jakab aragóniai király seregével elindult Mallorca elfoglalására. Hajói azonban több napos viharba kerültek, s végül csak komoly nehézségek árán sikerült kikötniük a mai Santa Ponsa közelében (a partraszállás emlékét emlékmű őrzi). December végére megtört a mórok ellenállása, s Mallorca keresztény fennhatóság alá került.
I. Jakab halála után örökösei váltották egymást a sziget trónján. Mallorca ekkor önálló királyság volt, egészen 1349-ig, amikor a Baleár-szigetek az Aragóniai Királyság fennhatósága alá került. Ebben az időszakban Mallorca a térség jelentős kereskedelmi központja volt, szerepe azonban 1492, Amerika felfedezése után folyamatosan csökkent. A szigetnek pedig állandósult kalóztámadásokkal is meg kellett küzdenie (ennek következtében sok lakos a belső, partoktól távolabbi részeken telepedett le).

### A sziget a XX. században
A spanyol polgárháború alatt Mallorca szinte végig a nacionalisták ellenőrzése alatt volt, köszönhetően a fasiszta Olaszország támogatásának, amelynek csapatai megszállták a szigeteket. Bár a köztársaságiak 1936 nyarán kísérletet tettek a sziget elfoglalására, ez végül meghiúsult. Mussolini kezdetben igényt formált a szigetekre, és tervei között volt olasz telepesek küldése is a Baleár-szigetekre.
A második világháború után Mallorca fejlődése a 60-as években indult meg látványosan. Az 1960-ban átadott Son San Juan repülőtér új távlatokat nyitott a turizmusban, s a kiváló adottságokkal rendelkező sziget hamarosan az európai turisták kedvelt célpontja lett.
1983-ban a szigetcsoport teljes autonómiát kapott a spanyol államtól.
A töretlen fejlődést jól jelzi, hogy a 90-es évek második felében a szigetre látogató turisták száma megközelítette az évi hétmilliót. Az idegenforgalom ilyen mértékű fellendülése Spanyolország vezető gazdasági régiójává tette a Baleár-szigeteket.

## Demográfia
| Lakosok száma | 923 608 | 914 564 | 949 047 |
|               | 2019    | 2022    | 2024    |

Mallorca a Baleár-szigetek legnépesebb szigete és Spanyolország második legnépesebb szigete a kanári-szigeteki Tenerife után, egyben Szicília, Szardínia és Ciprus után a Földközi-tenger negyedik legnépesebb szigete.

### Nyelv
A szigeteken a katalán és a spanyol a hivatalos nyelv. A katalán nyelvet a lakosság igen aktívan használja, jóllehet, nagyon sokan állítják, hogy mallorcai nyelven beszélnek, de a nyelvészek alapján ez csupán a katalán nyelv baleári, azon belül annak mallorcai nyelvjárása.

### Vallás
A lakosok zöme római katolikus vallású, de a szekularizáció gyorsan növekszik. A plébániai papok, szerzetesek és apácák száma is meredeken csökken. A csökkenés ellenére a lakosok továbbra is tömegesen vesznek részt a fontos vallási ünnepeken. Napjainkban a vallási meggyőződés egyre inkább csak hagyomány.
Az ünnepek és fesztiválok során a régi szokások és hagyományok elevenednek meg. Sok ünnep vallási eredetű, gyakran Mária különleges tiszteletével.
A húsvét előtti héten Semana Santa (szent hét) kerül megrendezésre, amely Mallorca legfontosabb vallási ünnepe. Sok körmenetet tartanak szerte a szigeten a nagyhéten és a Corpus Christi idején. A védőszent ünnepét minden közösség zarándoklatokkal, felvonulással és népünnepélyekkel (ferias) ünnepli.

## Közigazgatás
A Baleár-szigetek Spanyolország 17 autonóm közösségének egyike. Az alkotmány szerint számos téren önálló jogkörrel rendelkezik. Ez alól kivétel a hadügy és a külügy, amelyek továbbra is a madridi székhelyű spanyol kormánynak vannak alárendelve.
Mallorca 53 kerületből áll.
| - Alaró - Alcúdia - Algaida - Andratx - Ariany - Artà - Banyalbufar - Binissalem - Búger - Bunyola - Calvià - Campanet - Campos - Capdepera - Consell - Costitx - Deià - Escorca | - Esporles - Estellencs - Felanitx - Fornalutx - Inca - Lloret de Vistalegre - Lloseta - Llubí - Llucmajor - Manacor - Mancor de la Vall - Maria de la Salut - Marratxí - Montuïri - Muro - Palma - Petra - Pollença | - Porreres - Puigpunyent - Santa Eugènia - Santa Margalida - Santa Maria del Camí - Santanyí - Sant Joan - Sant Llorenç des Cardassar - Sa Pobla - Selva - Sencelles - Ses Salines - Sineu - Sóller - Son Servera - Valldemossa - Vilafranca de Bonany |

## Gazdaság
Mallorca gazdasága a 20. század közepétől fokozatos átalakuláson ment keresztül. A nemzetközi repülőtér (PMI) megépítése lehetővé tette az európai turisták számára, hogy kényelmesen és gyorsan a szigetre utazhassanak. A helyiek közül egyre többen találtak munkát az idegenforgalomban és a hozzá kapcsolódó építőiparban. A mezőgazdaság és a könnyűipar fokozatosan háttérbe szorult.

## Turizmus

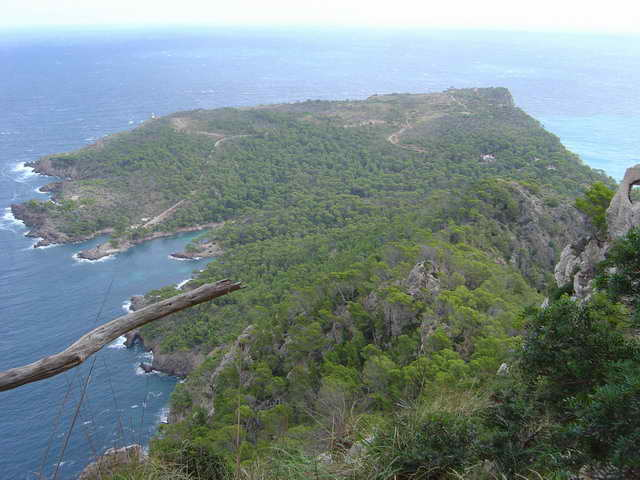
Cabo del Pinar

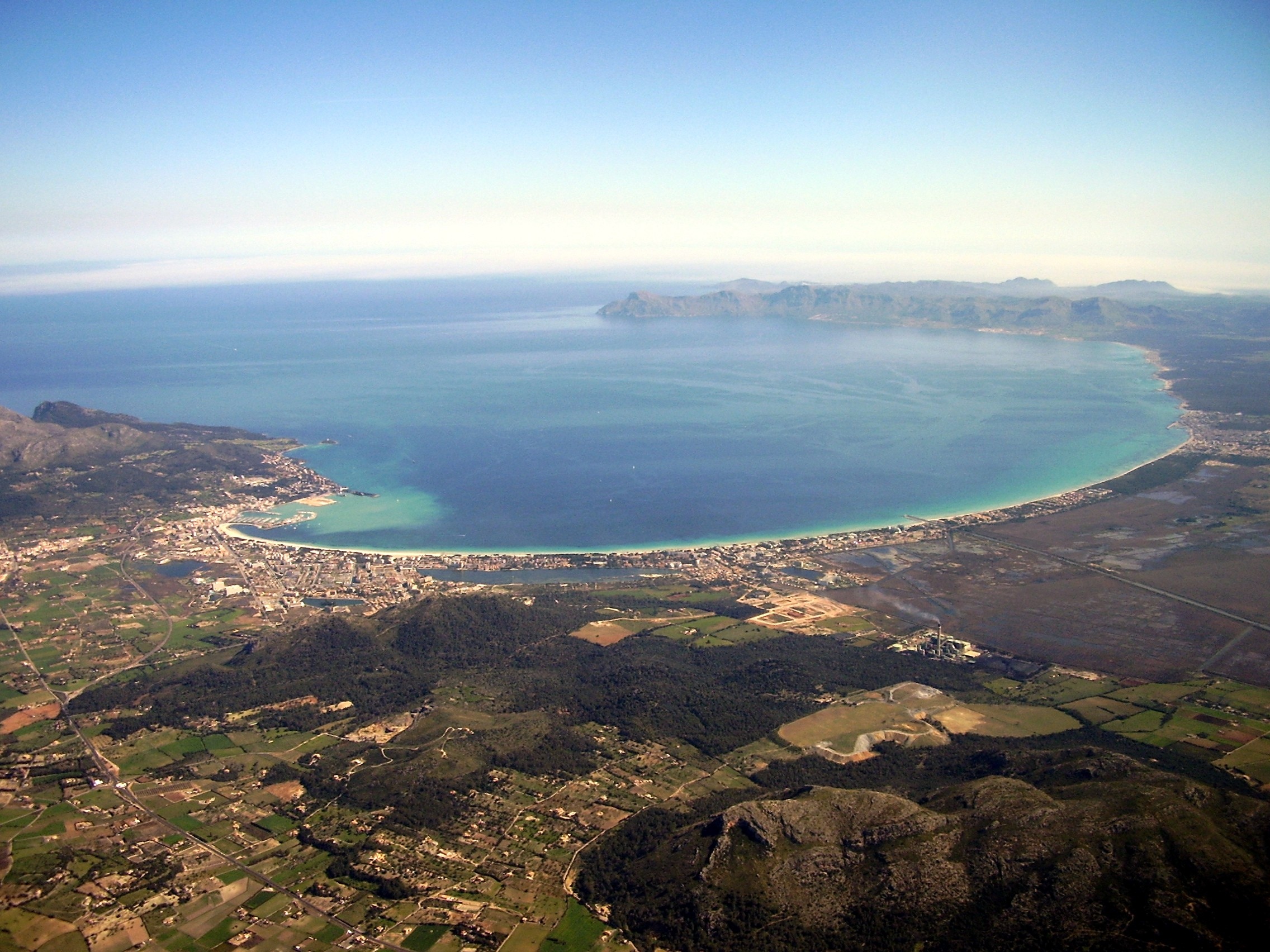
Alcúdia öble

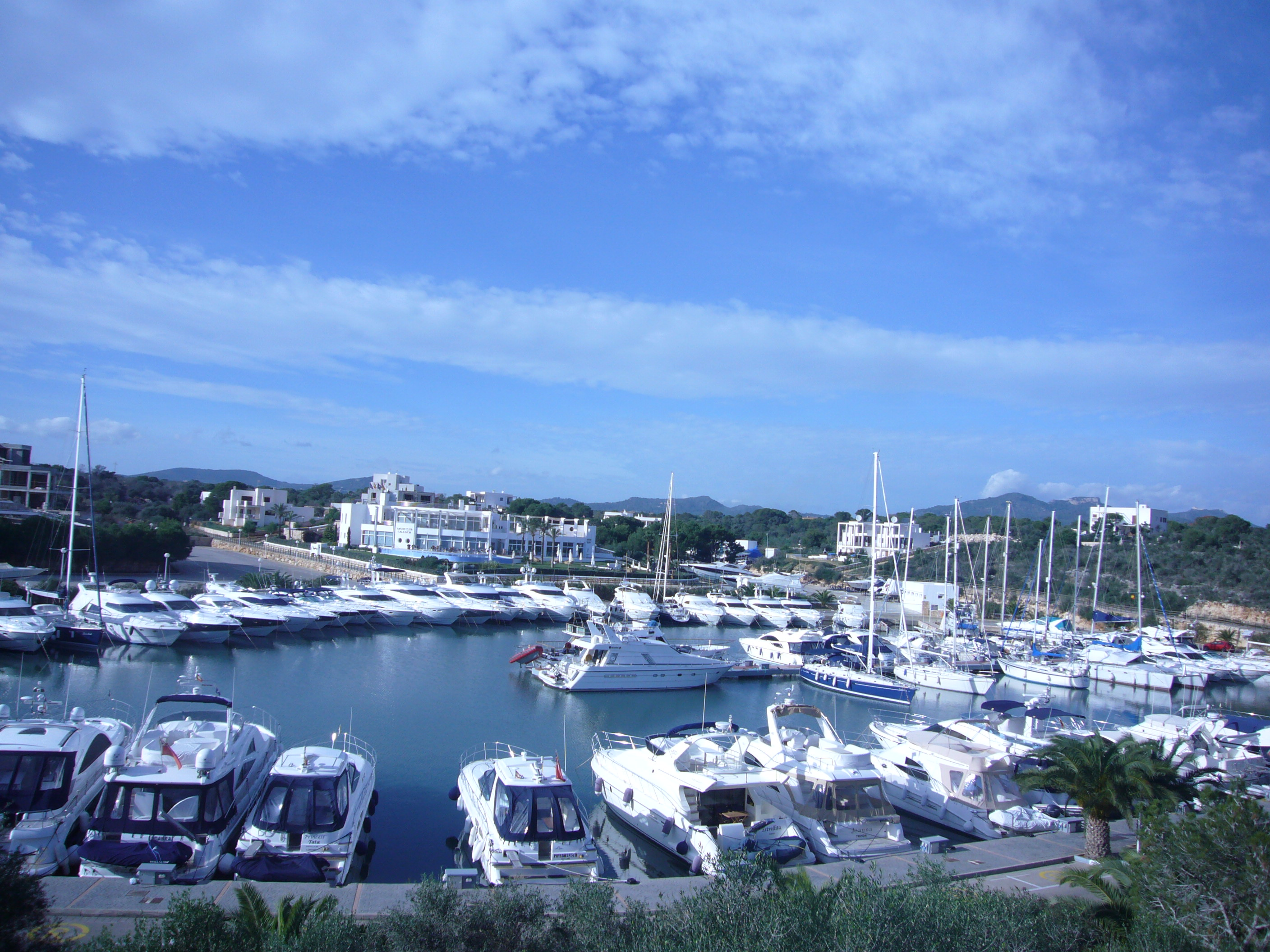
Cala d’Or kikötője

### Üdülőturizmus
Gazdaságának gerincét a turizmus egyre növekvő forgalma alkotja. A sziget idegenforgalmi statisztikája 1960-ban csupán 360 000 idelátogató turistáról tesz említést, számuk 1970-ben kétmillióra, 2007-ben pedig már 9,91 millióra növekedett. A turisták 35,8 százaléka német, 23,2 százaléka brit, 21,6 százaléka spanyol volt. Az idelátogató vendégek döntő többsége repülőgéppel érkezik, 2007-ben csupán 203 000-en választották a vízi közlekedést. Ekkor a sziget megközelítőleg 1600 szállodájában összesen 286 400 férőhely állt a vendégek rendelkezésére.
Népszerű üdülőhelyek:
- Platja de Palma (Playa de Palma) – a sziget legnagyobb strandja a fővárostól keletre, a repülőtér közvetlen szomszédságában
- C'an Pastilla – Platja de Palmától keletre terül el, a repülőtér mellett
- S'Arenal (El Arenal) – Playa de Palmától keletre, a Bahía de Palma (Palmai-öböl) felé nyílik
- Magaluf (Magalluf) – Palma Nova – A palmai öbölben fekszik, a fővárostól nyugatra, nevezetessége delfináriuma és víziparadicsoma.
- Alcúdia – Középkori város kikötővel az északi parton. A Puerto de Alcúdia mentén húzódik a turistacentrum is.
- Es Trenc – A sziget egyik legszebb strandja.
- Cala Minor – A keleti parton terül el több apró öbölben.
- Cala d’Or – A sziget keleti partján található. Több homokos strandja van, melyek védett öblökben fekszenek (pl. Playa Cala d’Or, Cala Gran, Cala Esmeralda).

### Kulturális örökség
- A sziget fővárosa Palma (Palma de Mallorca),
- Inca, a sziget második legnagyobb városa, Playa de Palma és Alcúdia között fekszik az országút mentén.
- Valldemossa, amely Frédéric Chopinnak és George Sandnak (Egy tél Mallorcán) adott otthont.
- Sóller, kirándulóhely és üdülőhely, Palmából kisvasút köti össze, mely a hegyvidéken át vezet.
- Manacor, a bútorgyárak városa
- Pollença, két hegy között fekvő kultúrváros, ahol a Calvari lépcsősor 365 foka található
- Portocristo, amely a Coves del Drach (Sárkánybarlang) barlangi sétáról híres

Kolostorok
- Santuari de Cura (Puig de Randa, Algaida, 540 m magasan)
- Santuari de Montision (Porreres, 263 m magasan)
- Ermita de Sant Miquel (Montuiri, 246 m magasan)
- Ermita de Bonany (Petra, 317 m magasan)
- Santuari de Sant Salvador (Felanitx, 510 m magasan)
- Ermita de Betlem (Artà)
- Ermita de la Victòria (Alcúdia, 400 m magasan)
- Santuari des Puig de Maria (Pollença, 333 m magasan)
- Santuari de Lluc (Escorca/Lluc 550 m magasan)
- Ermita de Santa Magdalena (Inca, 304 m magasan)
- Ermita de la Trinitat (Valldemossa, 540 m magasan)

## Közlekedés
A sziget megközelítése a Palma de Mallorca nemzetközi repülőtéren (Son San Joan (PMI)) keresztül a leggyorsabb, mivel járatok nemcsak Spanyolország városaiból (Barcelona, Valencia, Madrid, Alicante, Bilbao stb.), hanem Európa több városából is indulnak. A szigeten működik még egy kisebb repülőtér, az Aeropuerto de Son Bonet, ez azonban csak kisebb sportgépeket és helikoptereket fogad.
Mallorca közlekedési infrastruktúrája fejlett. Vasúton el lehet jutni Palmából Manacorig, illetve a történelmi Palma–Sóller-vasútvonalon Sóllerig.
A nagyobb városok autópályákkal és gyorsforgalmi utakkal vannak összekötve. Az utak kifejezetten jó minőségűek. A buszközlekedés szintén fejlett, mind távolsági, mind helyi, városi viszonylatban.
A hajóközlekedés kiemelt szerepet játszik a sziget életében. Mind a szigetcsoport környező szigetei, mind a kontinens elérhető menetrend szerinti hajójáratokkal.

## Galéria

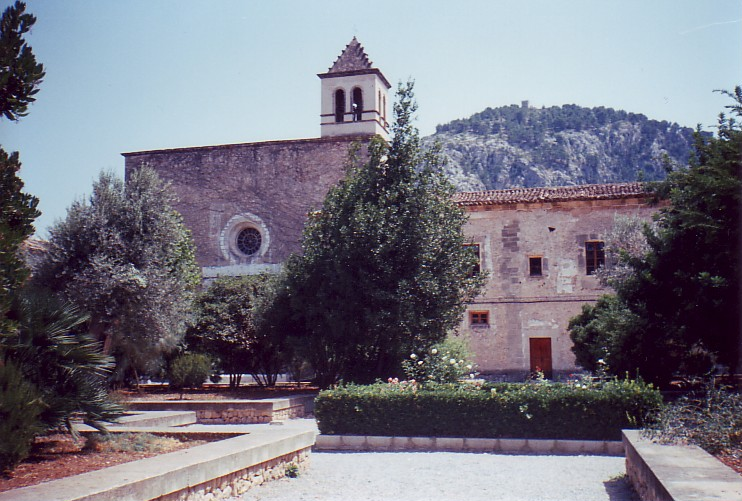
Valldemossa
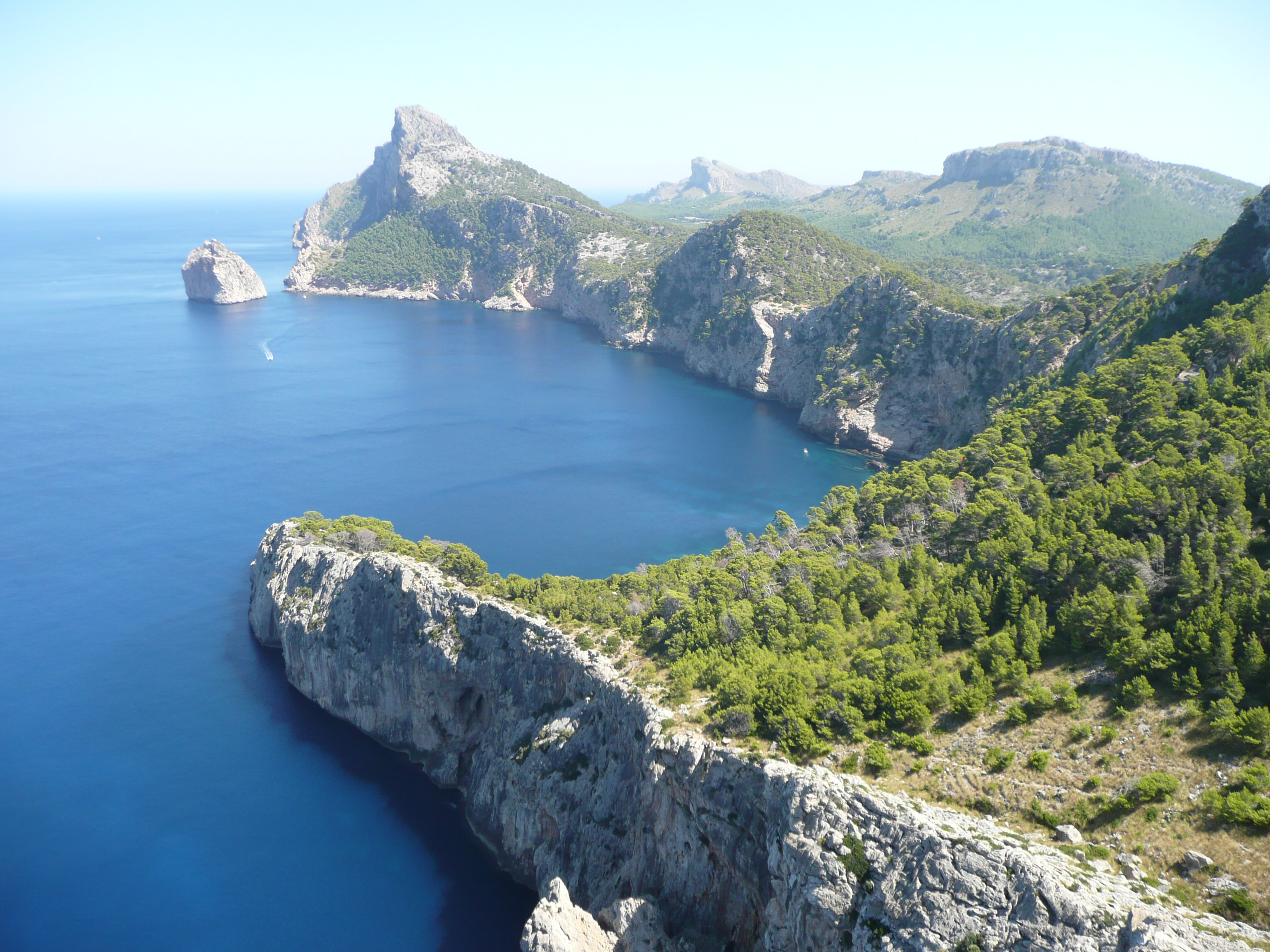
Cap de Formentor
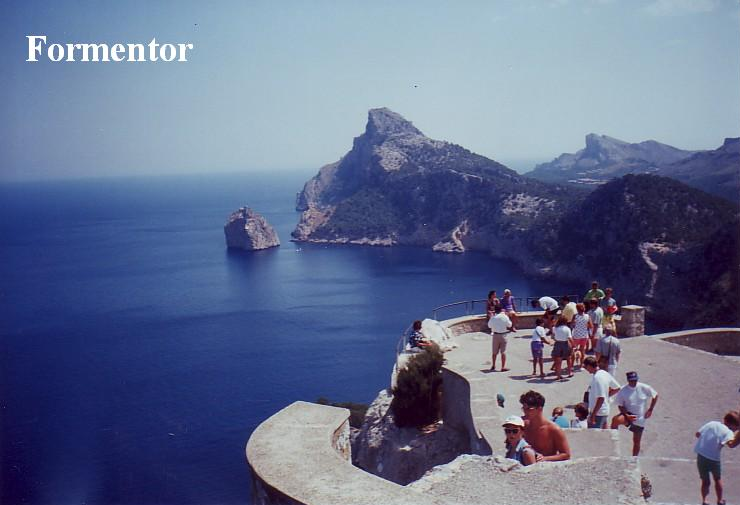
Formentor
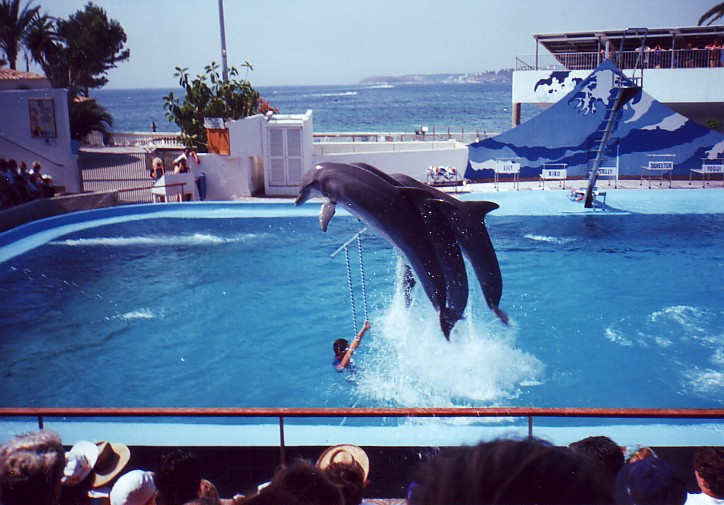
Delfinárium – Marineland, Magalluf
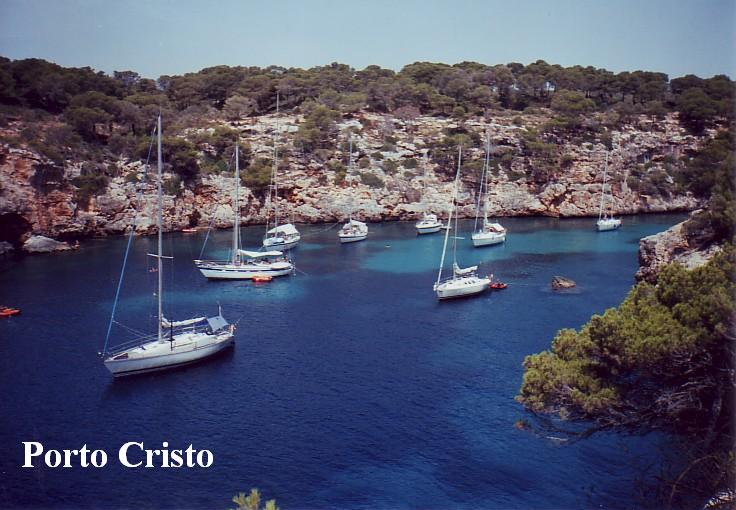
Porto Cristo
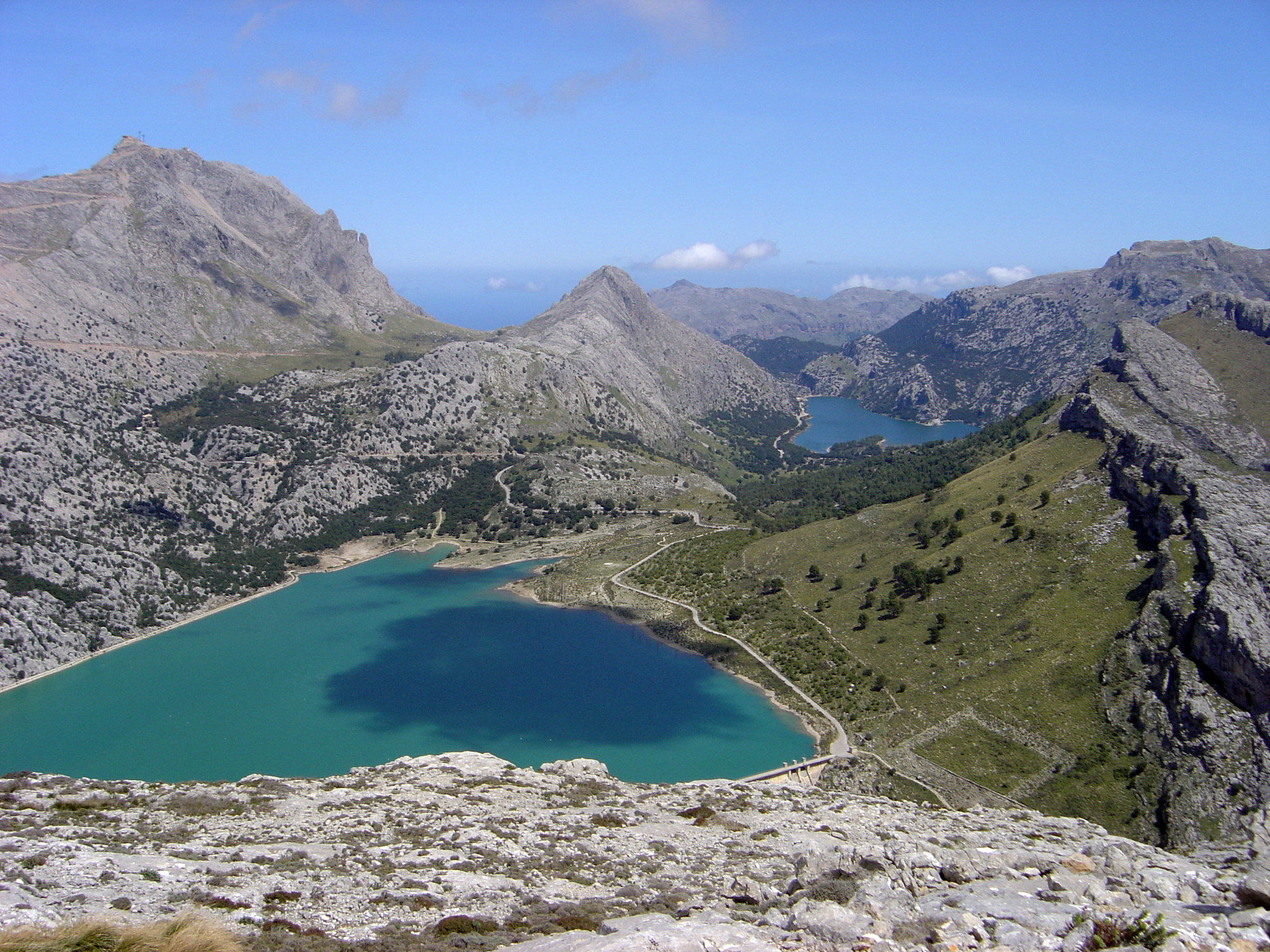
Serra de Tramuntana
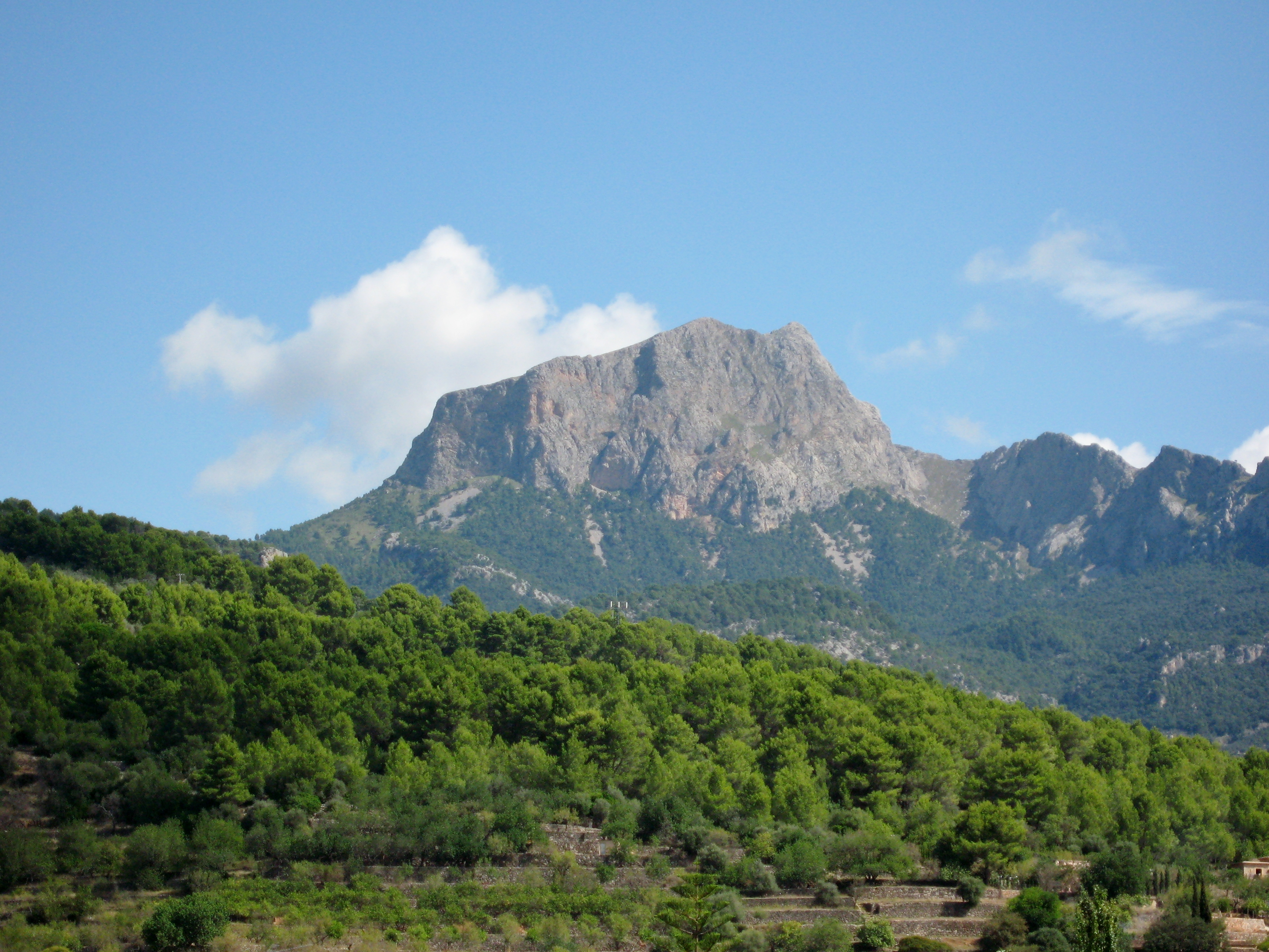
Puig Major, a legmagasabb hegycsúcs
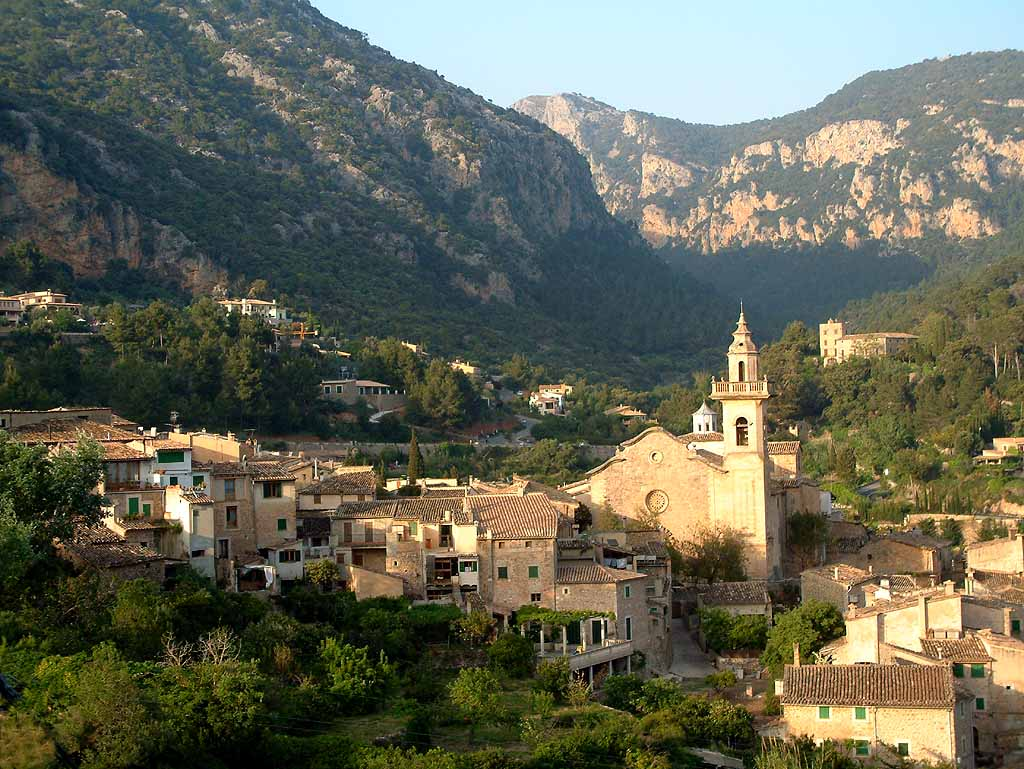
Valldemossa
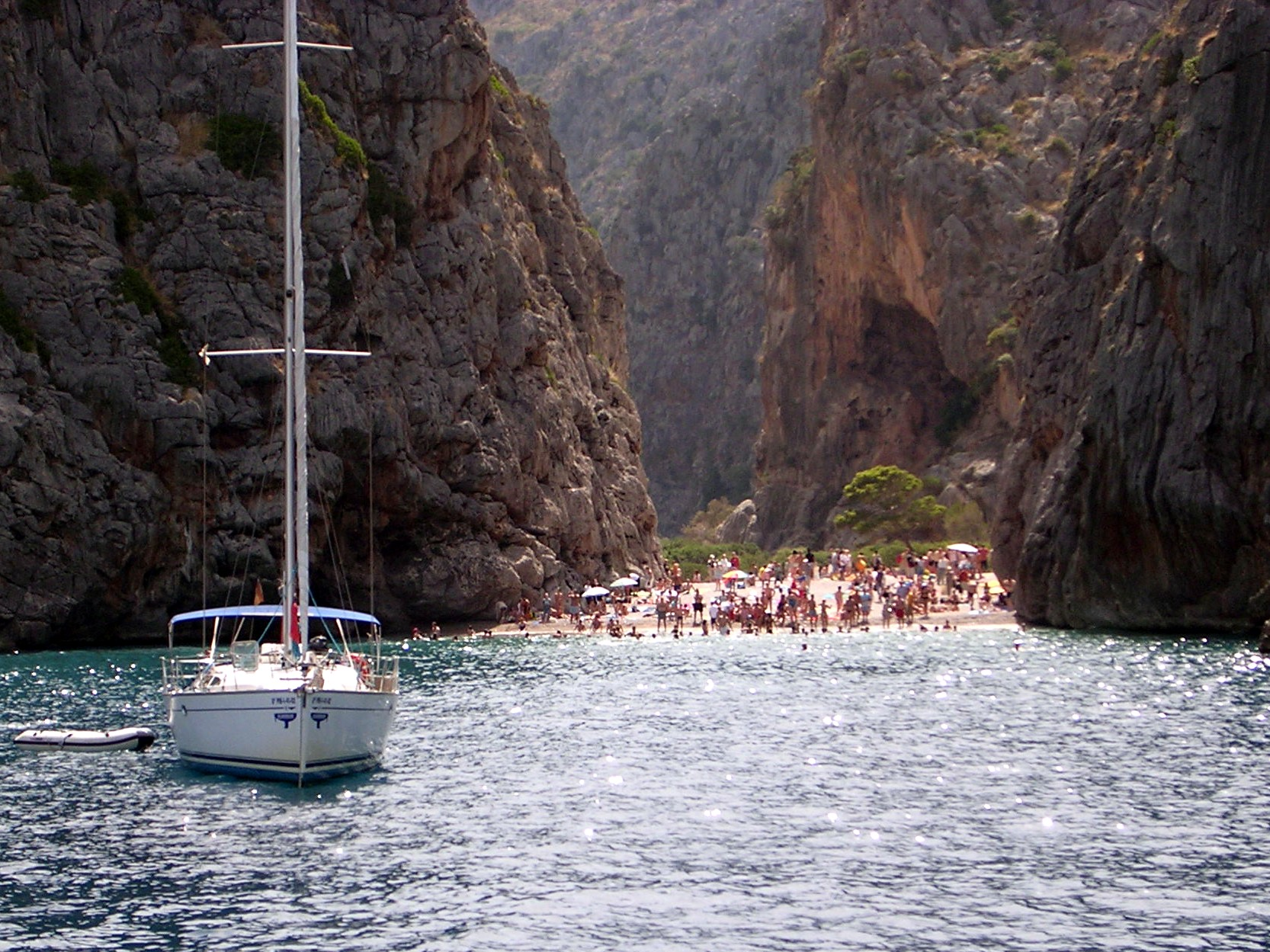
Sa Calobra, Escorca
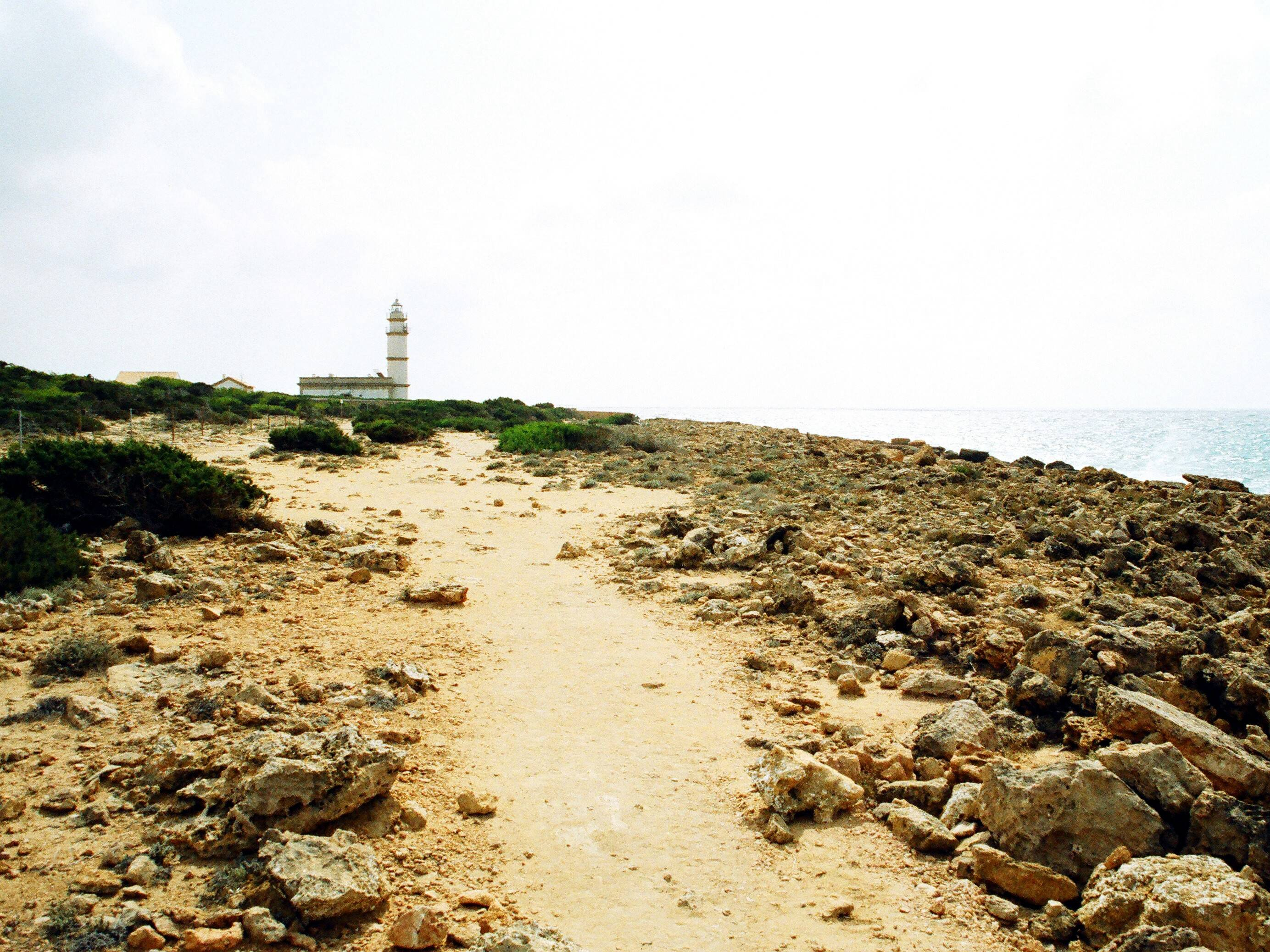
Cap de Ses Salines
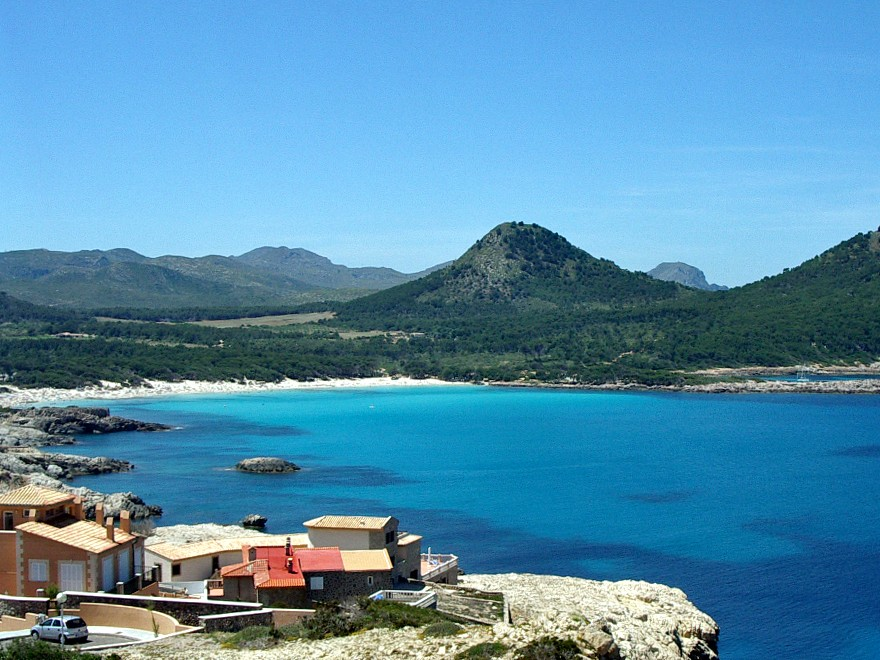
Cala Agulla, Capdepera
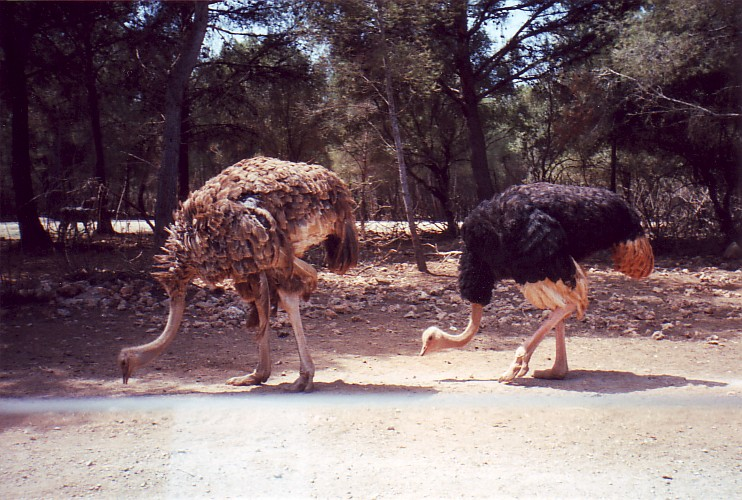
Struccfarm
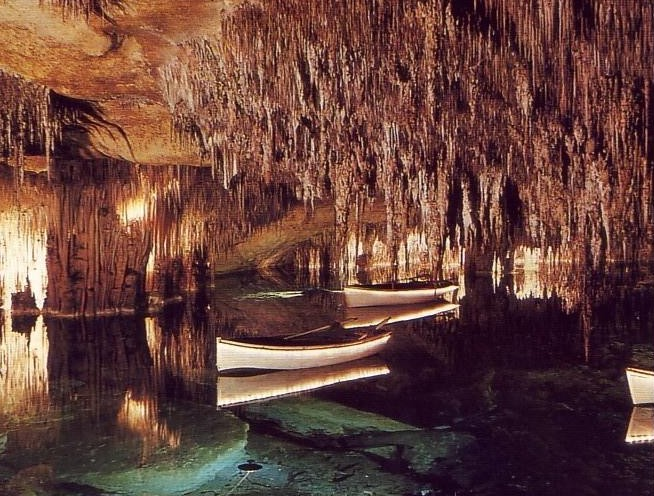
Cuevas del Drach
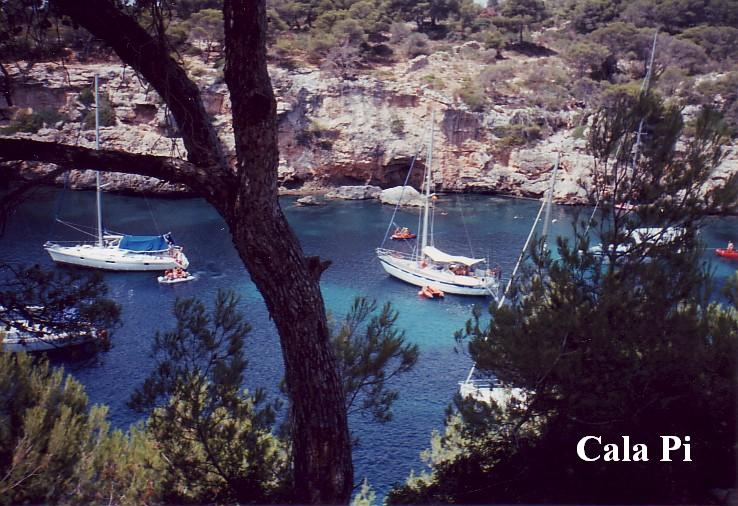
Cala Pi
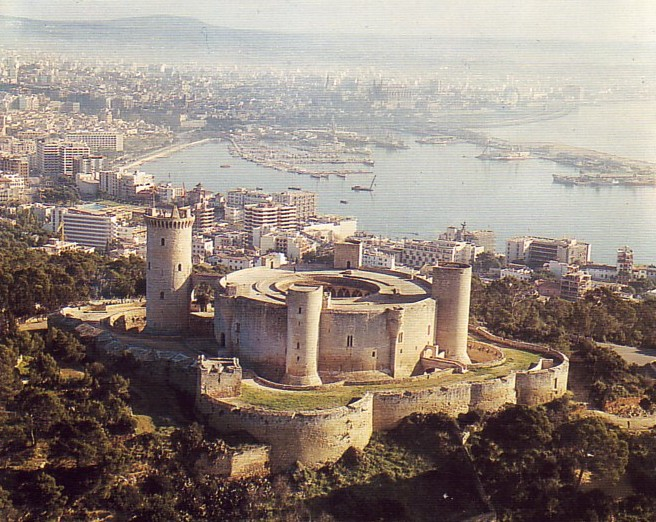
Bellver kastélya, Palma

## Média

### Rádióadók
- Flaix FM
- IB 3
- Radio Mallorca Ser
- Radio Popular Cope
- Última Hora Radio
- Radio Nacional de España
- Onda Cero
- Radio Jove
- Radio Balear
- Radio gaggi
- Inselradio 95,8/99,6 (német nyelvű)
- Maxima.FM (megszűnt 2006-ban)
- Kiss FM
- Cadena Dial Mallorca

### Televízióadók
- IB 3
- T.V.E. Balear
- M-7
- Canal 4
- TV 3

## Fordítás
- Ez a szócikk részben vagy egészben  a   Mallorca című spanyol Wikipédia-szócikk fordításán alapul.  Az eredeti cikk szerkesztőit annak laptörténete sorolja fel. Ez a jelzés csupán a megfogalmazás eredetét és a szerzői jogokat jelzi, nem szolgál a cikkben szereplő információk forrásmegjelöléseként.